# Encyclopédie des Mille et Une Nuits
L'Encyclopédie des Mille et Une Nuits (« Arabian Nights Encyclopedia » en langue originale ; abrégé en « ANE ») est un ouvrage de référence en langue anglaise sur Les Mille et Une Nuits ou les Mille et Une Nuits (les « Mille et Une Nuits »). Rédigée par Ulrich Marzolph et Richard van Leeuwen avec l'aide de Hassan Wassouf, elle a été publiée en 2 volumes en 2004 chez ABC-CLIO, à Santa Barbara (États-Unis). Les plus de 800 entrées de A à Z couvrent un large éventail de sujets, y compris peu connus.
L'encyclopédie en deux volumes présente des recherches détaillées et fait autorité. Elle est à jour sur toutes les histoires publiées, couvrant pour chacune leurs principaux protagonistes, leurs thèmes, leurs traductions importantes, leur histoire textuelle, leurs adaptations et leur contexte littéraire de chaque histoire.

## Contenu
Outre l'introduction d'Ulrich Marzolph, l'encyclopédie commence par quatorze essais introductifs rédigés par des spécialistes de renommée internationale, dont les titres sont, :
- "Literary Style and Narrative Techniques in the Arabian Nights." de Daniel Beaumont ;
- Situation, Motivation, and Action in the Arabian Nights, Aboubakr Chraïbi ;
- The Oral Connections of the Arabian Nights d'Hasan El-Shamy ;
- Poetry and the Arabian Nights de Geert Jan van Gelder ;
- The Manuscript Tradition of the Arabian Nights, de Heinz Grotzfeld (de) ;
- The Arabian Nights in Film Adaptations de Robert Irwin ;
- The Arabian Nights as an Orientalist Text de Rana Kabbani (en) ;
- Illustrations to the Arabian Nights, de Kazue Kobayashi ;
- The Arabian Nights and the Popular Epics, de Remke Kruk ;
- Homosociality, Heterosexuality, and Shahrazâd, de Fedwa Malti-Douglas (en) ;
- The Arabian Nights and the Jews, de Joseph Sadan (en) ;
- Images of Masculinity in the Arabian Nights, de Reinhard Schulze (de) ;
- Social Life and Popular Culture in the Arabian Nights, de Boaz Shoshan ;
- Modern Arabic Literature and the Arabian Nights, de Wiebke Walther (de).

S'ensuit une bibliographie complète, suivie de diverses annexes : 1. Concordance avec les histoires citées ; 2. Histoires étroitement correspondantes citées dans l'Encyclopédie des Mille et Une Nuits ; 3. Citations de Chauvin 1892-1922 ; 4. Types de contes de fées internationaux selon le système des Types du conte populaire ; 5. Motifs narratifs selon l’index des motifs de Stith Thompson ; 6. Citations d' Arabia ridens (par Ulrich Marzolph) et enfin un index.

## Liens Web
- L'Encyclopédie des Mille et Une Nuits - worldcat.org